# Nikola
Nikola – imię żeńskie, współcześnie sprowadzony do języka polskiego żeński odpowiednik imienia Mikołaj. Pochodzi od greckich słów Nikos – zwycięstwo i laos oznaczającego ludzie. Wśród imion nadawanych nowo narodzonym dzieciom, Nikola w 2017 r. zajmowała 26. miejsce w grupie imion żeńskich, co oznacza spadek o 16 miejsc od 2009 r., kiedy to zajmowała 10. miejsce w analogicznej grupie. W całej populacji Polek Nikola zajmowała w 2017 r. 73. miejsce (66 007 nadań). Imię zyskało jeszcze na popularności. W styczniu 2025 r. w rejestrze PESEL, wśród publicznie dostępnych danych dotyczących osób żyjących, wykazano 78429 kobiet o imieniu Nikola nadanym jako imię pierwsze.
Formy: Nicole, Nicola i Nicol są rzadziej używane i zostały zaopiniowane negatywnie przez Radę Języka Polskiego (są to formy obcojęzyczne).
Od Nikoli powstało żeńskie imię Nikoleta (ze zdrobnienia w języku francuskim), skracane z kolei jako Koleta. Formą pochodną jest również imię Nikolina.
W Chorwacji, Macedonii Północnej, Bułgarii, Czarnogórze i Serbii forma Nikola stanowi odpowiednik imienia Mikołaj, a zatem jest imieniem męskim. Również w Polsce notuje się takie wykorzystanie imienia Nikola. W styczniu 2025 r. w rejestrze PESEL, wśród publicznie dostępnych danych dotyczących osób żyjących, wykazano 387 mężczyzn o imieniu Nikola nadanym jako imię pierwsze.
Nikola imieniny obchodzi: 
- 1 listopada, na pamiątkę św. Nikoli, przeoryszy francuskiej[9] z czasów przed założeniem watykańskiego urzędu do spraw osób kanonizowanych[10][11]
- w imieniny Mikołaja[12], a zatem 6 grudnia[13], 10 września[13], 25 września[14].

## Osoby noszące imię Nikola
Kobiety:
- Nicole Anderson – amerykańska aktorka i modelka
- Nicole Arendt – tenisistka amerykańska
- Nicol Delago – włoska narciarka alpejska
- Nicole Fessel – niemiecka biegaczka narciarska
- Nicole Fontaine – francuska działaczka polityczna
- Nikola Hofmanova – austriacka tenisistka
- Nicole Hosp – austriacka narciarka alpejska
- Nicole Kidman – aktorka australijska
- Nikki Nova – modelka
- Nicole Pratt – tenisistka australijska
- Nicole Richie – amerykańska piosenkarka
- Nicole Scherzinger – wokalistka zespołu The Pussycat Dolls
- Nicole Schmidhofer – austriacka narciarska alpejska
- Nicole Vaidišová – czeska tenisistka.

Mężczyźni (w przypadku których Nikola jest odpowiednikiem Mikołaja):
- Nikola Tesla – inżynier i wynalazca serbskiego pochodzenia
- Nikola Kołodziejczyk – polski kompozytor, aranżer i pianista
- Nikola Grbić – serbski siatkarz
- Nicola Caricola – włoski piłkarz
- Nikola Jokić – serbski koszykarz
- Nicola Zalewski – włosko-polski piłkarz.